# Homöophon
Der Begriff Homöophon (auch Homoiophon, englisch homeophone; von altgriechisch ὁμοῖος homoíos „gleichartig, ähnlich“ und φωνή phōnḗ „Stimme“) beschreibt im Gegensatz zur Lautgleichheit (Homophon) die Lautähnlichkeit bei der Aussprache von Wörtern (oder auch Schriftzeichen) mit gleicher Etymologie (z. B. im Fall der auf die Berufsbezeichnung Schmied zurückgehenden deutschen Namen Schmied und Schmitt), oder auch ähnlicher bzw. unterschiedlicher Bedeutung. Davon abzugrenzen sind die beispielsweise dialektal bedingte Phonemvariante und das Paronym.

## Verwendung des Begriffs
Im Gegensatz zum Begriff Homöonym erscheint der Begriff Homöophon in der sprachwissenschaftlichen Literatur außerhalb vereinzelter Belegstellen aus der ersten Hälfte des 19. Jahrhunderts nur sporadisch. Neuere Referenzwerke der Germanistik oder anderer Sprachen führen den Begriff nicht mehr auf. So lässt sich der Begriff weder im DWDS oder im Duden, noch in den Wörterbüchern zur Sprach- und Kommunikationswissenschaft nachweisen.
Johann Gottfried Sommer gab 1825 eine Kurzdefinition für den Begriff Homoeophona als „ähnlich lautende Wörter, lautverwandte Wörter“, die 1851 auch Jacob Heinrich Kaltschmidt übernahm.
Einer der wenigen Sprachkundler des 19. Jahrhunderts, der sich aus der Perspektive der Orientalistik ausführlicher mit der – nach seiner Ansicht – insbesondere in Hinsicht auf die Arabische Sprache unzureichenden Differenzierung zwischen gleichen und ähnlichen Lautfolgen befasste, war Joseph von Hammer-Purgstall. Seine Ausführungen sind zugleich ein Beleg dafür, dass sich die Sprachwissenschaft in der Mitte des 19. Jahrhunderts noch in einem unabgeschlossenen Prozess der terminologischen Begriffsklärung befand:

„Die beiden Pole jeden Wortes sind der Laut und die Bedeutung desselben, es gibt also in jeder Sprache nicht nur ganz gleichbedeutende und fast gleichbedeutende, sondern auch ganz gleichlautende und fast gleichlautende Wörter, d. i. Homophone und Homoiophone; von diesen nehmen europäische Sprachlehren nur wenig Kunde und gewähren denselben höchstens in dem Hauptstücke der Rechtschreibung einen kleinen Raum, um die Verschiedenheit der Schreibweise anzudeuten, wie z. B. der Aal und die Ahle.“

### Verwendung des Begriffs in der Germanistik
Im Bereich der Germanistik lässt sich die offensichtlich als gering erachtete Relevanz des Begriffes „Homöophon“ dahingehend erklären, dass er aufgrund der Phonem-Graphem-Korrespondenz im Deutschen weitgehend obsolet ist. So ist z. B. die Vokalquantität ein distinktives Merkmal der deutschen Sprache, die es verbietet, bei phonetisch eindeutig kontrastierenden Wörtern, wie „Ried“ und „Ritt“, lediglich von einer „Homöophonie“ auszugehen. Auch zur Beschreibung von Phänomen, die explizit auf die Verbindung von Wörtern mit ähnlichem Klang hinzielen, wie Reim und Assonanz, hat sich der Begriff in der deutschsprachigen Fachliteratur nicht etablieren können.
Einen Sonderfall stellen durch Wortspiele situativ bedingte Wortschöpfungen dar, die durch ihre „erzwungene“ Lautähnlichkeit bewusst auf eine komische Wirkung abzielen („Hubschraubär“).

### Verwendung des Begriffs in Studien zur Paläografie
Eine in der Fachliteratur etwas häufiger nachweisbare Verwendung des Begriffs findet sich zumeist auf dem Gebiet der Paläografie, beispielsweise innerhalb der Sinologie, Ägyptologie und Altamerikanistik, und hier insbesondere unter Bezug auf die Entstehungsgeschichte und Deutung der altchinesischen Schrift, ägyptischer Hieroglyphen oder präkolumbianischer Schriftsysteme, wie das der Maya-Schrift.
Hier vertreten einige Autoren die These, dass das Bewusstsein für Homophone und Homöophone ein wesentlicher Faktor für die zunehmende Abstraktion von Bilderschriften, und somit eine der Voraussetzungen für die Entstehung späterer Schriftsysteme gewesen sein könnte.

### Beispiele
- der Genuss (IPA: [ɡəˈnʊs]), der Genus (IPA: [ˈɡɛnʊs], [ˈɡeːnʊs])
- gehren (IPA: [ˈɡeːʁən]), gären (IPA: [ˈɡɛːʁən])